# Институт физики Казанского (Приволжского) федерального университета
Институт физики Казанского (Приволжского) федерального университета — институт в составе Казанского (Приволжского) федерального университета. Один из старейших физико-математических институтов в России.

## История
Со времени основания Казанского университета в 1804 году в его составе находилось физико-математическое отделение (факультет). Чтение лекций, в том числе по физике, началось в 1805 году. С 1819 по 1833 год отделение физики с некоторыми перерывами возглавлял великий математик, создатель неевклидовой геометрии Н. И. Лобачевский, на время его руководства пришлось существенное развитие отделения. Сотрудник отделения И. М. Симонов был единственным ученым в экспедиции 1819—1821 годов на шлюпах «Восток» и «Мирный» Ф. Ф. Беллинсгаузена и М. П. Лазарева, открывшей в 1820 году Антарктиду. И. М. Симоновым была создана городская астрономическая обсерватория, вошедшая в состав отделения, строительство завершено в 1838 году.
В 1944 году Е. К. Завойский открыл явление электронного парамагнитного резонанса. Открытие ЭПР было отмечено в 1957 году Ленинской премией.
В 1952 году С. А. Альтшулер предсказал и теоретически обосновал явление акустического парамагнитного резонанса (АПР), это открытие легло в основу квантовой акустики.
В 1960 году образовался физический факультет.
В 2010 году физический факультет получил новый статус — Института физики КФУ.

## Деятельность
Международными партнерами института являются Университет Аугсбурга, Институт физических и химических исследований RIKEN (Япония). В 2022 году под руководством Батулина Р.Г. в университете была создана научно—исследовательская лаборатория «Квантовые симуляторы».